# چارلی یانگ
چارلی یانگ (انگلیسی: Charlie Young؛ زادهٔ ۲۳ مهٔ ۱۹۷۴) یک خواننده، هنرپیشه و کارگردان فیلم اهل هنگ کنگ است.
از فیلم‌ها یا برنامه‌های تلویزیونی که وی در آن نقش داشته‌است می‌توان به دکتر وای، خاکسترهای زمان، حداکثر خطر، فرشتگان سقوط‌کرده، جنگ سرد، و بانکوک خطرناک اشاره کرد.